# Лулу
«Лулу» (нім. Lulu) — друга (після «Воццека») опера австрійського композитора Альбана Берга.
Опера тривалий час залишилася незакінченою — композитор не дописав 3-й акт. Фрагмент з неї був вперше виконаний 2 червня 1937 в Цюрихському оперному театрі. Опера була закінчена сучасним австрійським композитором Ф.Чергою, прем'єра її повної версії відбулася в Паризькій національній опері 24 лютого 1979 року під орудою П'єра Булеза (з Терезою Стратас у головній ролі).
Літературною основою опери стала трагедія німецького письменника Франка Ведекінда «Земний дух» і «Ящик Пандори». Альбан Берг зберіг оригінальний текст реплік героїв Ведекінда. Опера зображує соціальне піднесення молодої жінки у суспільстві, що закінчується вбивством коханої нею людини — і наступне падіння, коли вона, змушена займатись проституцією, гине від руки свого останнього клієнта. Розподіл рольових дій в опері симетричний. Трьом коханцям і чоловікам Лулу — Лікарю, Художнику і доктору Шену (нім. Dr. Schön — красивий, прекрасний) відповідають три її «клієнти» під час заключної частини опери — Професор, Негр і Джек-Різник. В оточенні прекрасної Лулу чоловіки страждають і вмирають; та ж доля спіткала і її лесбійську подругу, графиню Гешвіц, що потрапила завдяки Лулу в лікарню і, врешті, теж стала жертвою Джека-Різника.

## Зміст

### Пролог
Приборкувач звірів представляє публіці свій «зоопарк». Останньою він дістає отруйну змію і представляє її таким чином: «Це Лулу, древній образ жінки, створеної, щоб поширювати нещастя, приманювати, розбещувати, отруювати і вбивати — перш, ніж жертва що-небудь відчує».

### Перший акт
Перша сцена
Лулу одружена з лікарем Голлом, і в той же час перебуває в любовному зв'язку з шеф-редактором, доктором Шеном. Жінка запрошує Художника, щоб він написав її портрет, і той, вражений красою Лулу, домагається її. У цей момент додому повертається чоловік Лулу і, побачивши розгорнулася перед ним картину, вмирає від інфаркту.
Друга сцена
Лулу одружена з Художником, який завдяки протекції доктора Шена здобуває успіх і значних заробітків. До Лулу приходить старець Шігольх, дивним чином пов'язаний з її минулим. Потім до неї заходить доктор Шен, і повідомляє, що одружується зі знатною особою й тому муситиме незабаром припинити їх любовні стосунки. Художник дізнається, що його дружина — коханка їх «благодійника», і вчиняє самогубство.
Третя сцена
Лулу, за протекцією доктора Шена, працює танцівницею в Кабаре. Коли вона перед своїм виходом бачить серед публіки доктора Шена з його нареченою, Лулу відмовляється танцювати перед ними. Лише після того, як їй за лаштунки приносять лист від Шена, в якому він повідомляє, що розриває свої заручини, Лулу виходить для виступу.

### Другий акт
Перша сцена
Лулу одружена з доктором Шеном. Після того, як він, одного разу повернувшись додому, застає її оточеною купою шанувальників, у нестямі від ревнощів дістає револьвер і вимагає, щоб Лулу застрелилася. Взявши зброю, Лулу стріляє не в себе, а в Шена, і вбиває його. Лулу заарештовують.
Друга сцена
Через кілька місяців друзям Лулу вдається організувати її втечу з в'язниці, при цьому кожен з них бажає її. Зрештою Лулу біжить за кордон з Альва, сином доктора Шена.

### Третій акт
Перша сцена
Лулу і Альва приймають гостей у своєму паризькому будинку. Гості неспокійні через чутки про те, що Лулу розшукується за звинуваченням у вбивстві. Лулу шантажують. Лише раптова паніка, викликана біржовим крахом, допомагає Лулу і Альва без перешкод знову перетнути кордон.
Друга сцена
Лулу живе з Альвою і Шігольхом в Лондоні в злиднях. Для того, щоб заробити якісь гроші, вона займається проституцією. Один з її клієнтів — Негр, вбиває Альву. Інший клієнт — це Джек-Різник — вбиває спочатку Лулу, а потім і її лесбійську приятельку, графиню Гешвіц.

## Дійові особи
- Лулу (Сопрано)
- Графиня Гешвіц (Мецо-сопрано)
- Гардеробник / Гімназист / Грум (Альт)
- Лікар (читає текст)
- Банкір (Бас)
- Професор (німа роль)
- Художник / Негр (Тенор)
- Доктор Шен / Джек-Різник (Баритон)
- Альва (Тенор)
- Шігольх (Бас)
- Приборкувач звірів / Атлет (Бас)
- Принц / Камердинер / Маркіз (Тенор)
- Директор театру (Бас)
- Клоун (німа роль)
- Працівник сцени (німа роль)
- Комісар поліції (читає текст)
- П'ятнадцятирічна (Сопрано)
- Її Мати (Альт)
- Ремісниця (мецо-сопрано)
- Журналіст (Баритон)
- Слуга (Баритон)